# Beyla
En la mitología nórdica Beyla era una de las sirvientas de Frey y la esposa de Byggvir. La única fuente que la menciona tanto a ella como a su esposo es Lokasenna en la Edda poética. Cabe la posibilidad de que ambos fuesen elfos ya que el dios Frey era el señor de Alfheim, el hogar de los elfos y en Lokasenna se menciona que en el banquete celebrado en la morada de Ægir se encontraban reunidos tanto dioses como elfos.
En esta obra Loki insulta a los dioses y a los sirvientes, entre ellos a Beyla con quien mantiene una fuerte disputa verbal.